# کیلینگ جوک
کیلینگ جوک (به انگلیسی: Killing Joke) یک گروه راک انگلیسی است که در سال ۱۹۷۹ توسط جاز کلمن (خواننده، کیبورد)، پل فرگوسن (درام)، جوردی واکر (گیتار) و مارتین گلوور (بیس) در چلتنهام، گلاسترشر، تشکیل شد.
اولین آلبوم آنها با نام کیلینگ جوک در سال ۱۹۸۰ منتشر شد. پس از انتشار آلبوم مکاشفه‌ها در سال ۱۹۸۲، مارتین گلوور با پل ریون، نوازندهٔ بیس، جایگزین شد. این گروه در سال ۱۹۸۵ با آلبوم زمان شب و به ویژه تک‌آهنگ «عشق مانند خون» به موفقیت اصلی دست یافت که در بلژیک، هلند و نیوزلند به جمع ده‌تای برتر رسید.
سبک موسیقی گروه از صحنهٔ پست پانک پدیدار شد، اما به دلیل رویکرد سنگین‌تر آن‌ها برجسته شد و به عنوان تأثیر کلیدی بر اینداستریال راک ذکر شده است. سبک آن‌ها طی سال‌های متمادی تکامل یافته است، گاهی وقت‌ها عناصری از گوتیک راک، سینت پاپ و موسیقی الکترونیک را در بر می‌گیرد، اما همیشه دارای گیتار برجسته واکر و «آوازهای وحشیانهٔ» کلمن است. کیلینگ جوک بر بسیاری از گروه‌ها و هنرمندان بعدی مانند متالیکا، نیروانا، ناین اینچ نیلز و ساوندگاردن تأثیر گذاشته است.
پس از مرگ ناگهانی ریون در سال ۲۰۰۷، هر چهار عضو مؤسس در سال بعد به ترکیب گروه بازگشتند. کلمن و واکر تنها اعضای ثابت گروه تا زمان مرگ واکر در سال ۲۰۲۳ بودند.

## تاریخچهٔ گروه

### سال‌های شکل‌گیری (۱۹۸۲–۱۹۷۸)
پل فرگوسن نوازندهٔ درام گروه مت استاگر بود که در اواخر سال ۱۹۷۸ با جاز کلمن (از چلتنهام، گلاسترشایر) در ناتینگ هیل لندن ملاقات کرد. کلمن برای مدت کوتاهی نوازندهٔ کیبورد در آن گروه بود. او و فرگوسن سپس آنجا را ترک کردند تا به تدریج کیلینگ جوک را کنار هم بگذارند. در ماه‌های بعد، آگهی‌هایی را در مجلهٔ ملودی میکر و دیگر روزنامه‌های موسیقی گذاشتند. نوازندهٔ گیتار جوردی واکر در مارس ۱۹۷۹، [۲] و سپس نوازندهٔ بیس مارتین گلوور به آنها پیوست. این گروه در ژوئن ۱۹۷۹ تشکیل شد. کلمن گفت که مانیفست آنها در آن زمان «تعریف زیبایی بدیع عصر اتمی از نظر سبک، صدا و فرم» بود. Coleman said their manifesto at the time was to "define the exquisite beauty of the atomic age in terms of style, sound and form". کلمن در مورد نام آنها توضیح داد: «کیلینگ جوک مانند زمانی است که مردم چیزی شبیه به مانتی پایتان را در تلویزیون تماشا می‌کنند و می‌خندند، وقتی واقعاً به خودشان می‌خندند. مثل یک سرباز در جنگ جهانی اول است. او در سنگر است، او می‌داند که زندگی‌اش از بین رفته است و ظرف ده دقیقهٔ آینده او خواهد مرد … و ناگهان متوجه می‌شود که یک نفر از افراد دیگر در وست مینستر او را مورد تعقیب قرار داده است - این کار را برای چه انجام می‌دهم؟ من نمی‌خواهم کسی را بکشم، فقط تحت کنترل هستم.» گروه اولین کنسرت خود را در ۴ اوت ۱۹۷۹ در ویتکام لج در براکورت در نزدیکی گلاستر اجرا کرد و از گروه‌های The Ruts و The Selecter حمایت کرد.
در سپتامبر ۱۹۷۹، اندکی قبل از انتشار اولین آلبوم چندآهنگه خود، به سمت قرمز بپیچید، آنها با همکاری هنرمند گرافیست مایک کولز، شرکت ضبط Malicious Damage را به عنوان راهی برای چاپ و فروش موسیقی خود راه اندازی کردند. آیلند رکوردز ضبط‌ها را توزیع کرد (و اولین تک‌آهنگ خود «سیستم عصبی» را منتشر کرد)، قبل از اینکه آنها به EG Records با توزیع از طریق پالیدور از سال ۱۹۸۰ روی آوردند. مطالب اولیهٔ کیلینگ جوک «عناصر پانک، فانک و داب رگی را با هم ترکیب کرده است». به سمت قرمز بپیچید مورد توجه دی‌جی رادیو بی‌بی‌سی ۱، جان پیل قرار گرفت، که مشتاق بود از صدای جدید و فوری گروه حمایت کند و پخش گسترده‌ای به آن‌ها داد. در اکتبر ۱۹۷۹، گروه اولین جلسهٔ خود را برای نمایش رادیویی پیل ضبط کرد. یک بررسی کنسرت مجلهٔ ان‌ام‌ئی گفت که «صدای آنها کمی شبیه سوزی اند د بنشیزهای اولیه بدون تخیل هیجان‌انگیز و غیراخلاقی است». در مورد اجراهای زندهٔ آنها، گفته شد که «تنها انیمیشن روی صحنه توسط جاز ارائه می‌شود که پشت سینث‌سایزر خود خمیده است و مانند یک مرد نئاندرتالی گرفتار خشم ژست‌آلود و غم‌انگیز است، حملاتی انجام می‌دهد». ترانه‌های تک‌آهنگ واردنس/روانی در سال ۱۹۸۰ توسط مطبوعات به عنوان «موسیقی رقص سنگین» توصیف شد. گروه صدای خود را به چیزی متراکم‌تر، تهاجمی‌تر و شبیه به هوی متال تغییر داده بود. اولین آلبوم آنها به نام کیلینگ جوک در اکتبر ۱۹۸۰ منتشر شد. گروه در نظر داشت آن را دنیای فردا بنامد. مطبوعات شروع به انتقاد از آنها به دلیل عدم وجود مطالب جدید در قسمت دوم تک‌آهنگ‌ها کردند که اغلب ترکیب‌های متفاوتی داشتند. گروه ترجیح داد به کار در استودیو ادامه دهد و این برای چیست...! فقط هشت ماه پس از کیلینگ جوک، در ژوئن ۱۹۸۱ منتشر شد. برای این آلبوم دوم، آنها مهندس صدا نیک لونای را که قبلاً با Public Image Ltd ضبط کرده بود، استخدام کردند. آن‌ها در طول این مدت تورهای گسترده‌ای را در سراسر بریتانیا برگزار کردند، با طرفداران پست پانک و هوی متال که از طریق تک‌آهنگ‌هایی مانند «دنبال رهبران» به کیلینگ جوک علاقه نشان دادند.
کیلینگ جوک نیز عمدتاً به دلیل جنجال‌هایی که از تصاویر آنها ناشی می‌شد، بدنام شد. تصاویری که در ضبط‌ها و صحنهٔ نمایش آنها ظاهر می‌شد اغلب عجیب و غریب و به‌طور بالقوه تکان دهنده و تحریک کننده بود. منتقدان به طنز سیاه گروه و استفاده از تاکتیک‌های شوک موسیقی و بصری برای ایجاد واکنش اشاره کردند. آستین «واردنس» قبلاً فرد آستر را در حال رقصیدن در میدان جنگ به تصویر کشیده بود. یکی از پوسترهای تبلیغاتی یک عکس اصلی را نشان می‌داد که به اشتباه تصور می‌شد مربوط به پاپ پیوس یازدهم است. تصویر، آلبان شاکلایتر، ابات آلمانی بود که در میان ردیف‌های پیراهن قهوه‌ای نازی راه می‌رفت و به هیتلر سلام می‌کرد و به نظر می‌رسید که سلام می‌دهد؛ بعداً برای جلد آلبوم تلفیقی گروه، خنده? نزدیک بود یکی بخرم! استفاده شد.
آلبوم مکاشفه‌ها در سال ۱۹۸۲ در آلمان در نزدیکی کلن با تهیه‌کننده کانی پلانک که قبلاً برای گروه !Neu و گروه کرافت‌ورک کار کرده بود ضبط شد. این آلبوم توسط یک جفت اجرا در رادیو بی‌بی‌سی «نمایش جان پیل» و یک قسمت در برنامهٔ تلویزیونی بریتانیا بهترین‌های پاپ برای «آهنگ امپراتوری» پشتیبانی شد. این اولین باری بود که یکی از آلبوم‌های آن‌ها وارد ۲۰ آلبوم برتر جدول آلبوم‌های بریتانیا می‌شد: مکاشفه‌ها در زمان انتشار خود به رتبهٔ ۱۲ رسید. اعضای گروه، به‌ویژه کلمن، غرق در علوم خفیه، به‌ویژه آثار راز ورز آلیستر کراولی شده بودند. در فوریه همان سال، کلمن، به همراه واکر مدت کوتاهی پس از آن، به ایسلند نقل مکان کرد تا از آخرالزمان جان سالم به در ببرد، که کلمن پیش‌بینی کرد به زودی خواهد آمد. زمانی که در ایسلند بودند، کلمن و واکر با نوازندگان گروه Þeyr در پروژهٔ گروه Niceland کار کردند. گلوور که در انگلستان مانده بود، پس از چند ماه گروه را ترک کرد. او سپس گروه Brilliant را با فرگوسن شروع کرد، اما فرگوسن جدا شد و به ایسلند سفر کرد تا دوباره به کیلینگ جوک با نوازندهٔ بیس پل ریون بپیوندد.

### پل ریون و کارگردانی جدید (۱۹۸۸–۱۹۸۲)
ترکیب جدید گروه کیلینگ جوک دوباره با تهیه‌کننده پلانک ضبط شد و تک‌آهنگ «پرندگان از یک پر» و آلبوم چندآهنگه شش-ترک ۱۰ اینچی Ha!‎ را که به صورت زنده در Larry's Hideaway در تورنتو، انتاریو، کانادا در ماه اوت ضبط شد. گروه در سال ۱۹۸۳ رقص آتش و تک‌آهنگ آن «بیا همه برویم (به رقص آتش)» را منتشر کرد، اولین تک‌آهنگ کیلینگ جوک که با یک موزیک ویدیو تبلیغ شد. تک‌آهنگ غیرآلبوم دیگری به نام «من یا تو؟» در ماه اکتبر منتشر شد.
سال بعد، کریس کیمسی، تهیه‌کننده، که قبلاً با گروه‌های رولینگ استونز و لد زپلین کار کرده بود، برای گروه آمد. اولین نسخه‌های منتشر شده با کیمسی «دهه هشتاد» (آوریل ۱۹۸۴) و «یک روز جدید» (ژوئیه ۱۹۸۴) بودند. گروه در ژانویه ۱۹۸۵ با تک‌آهنگ «عشق مانند خون» که سبک گوتیک راک و موج نو را با پاپ و راک ترکیب می‌کرد، به موفقیت اصلی دست یافت؛ در نمودارهای بریتانیا به رتبهٔ ۱۶ رسید. در اروپا به رتبهٔ ۵ در هلند، شماره ۶ در نیوزلند و شماره ۸ در بلژیک رسید. این آهنگ و تک‌آهنگ قبلی «دهه هشتاد» هر دو در پنجمین آلبوم آنها، زمان شب، که در اواخر همان سال منتشر شد، گنجانده شدند. این آلبوم ترانه‌سرایی گروه را در جهتی ملودیک‌تر برد و «سرود» به رتبهٔ ۱۱ جدول آلبوم‌های بریتانیا رسید، که بالاترین جایگاه آنها تا به امروز است. زمان شب همچنین به یک موفقیت بین‌المللی تبدیل شد و به مدت ۹ هفته در نمودار هلند ماند و به ۱۰ تای برتر رسید و در طی ۱۴ هفته اقامت در نیوزلند به رتبهٔ ۸ رسید. گروه، که هنوز در ناشر EG بود، سپس قرارداد توزیع خود را با پالیدور کنار گذاشت و قرارداد جدیدی با ویرجین رکوردز امضا کرد.
آلبوم بعدی، درخشنده‌تر از هزار خورشید (۱۹۸۶) نیز توسط کیمسی تولید شد و شاهد پیشرفت بیشتر سبک گروه بود. این ناشر میکس‌های اصلی کیمسی را رد کرد و آلبوم را برخلاف میل گروه دوباره میکس کرد تا به موفقیت تجاری بیشتری دست یابد. نتایج به صورت گذشته‌نگر به عنوان تولید بیش از حد توصیف شده است. علی‌رغم نیت ناشر، این آلبوم در مقایسه با زمان شب یک شکست تجاری بود و نتوانست به ۵۰ آلبوم برتر جدول بریتانیا برسد. دو تک‌آهنگ آن کمی بهتر عمل کردند: «پرستش‌ها» به سختی از ۴۰ آهنگ برتر بریتانیا غافل شد و «سلامت عقل» در رتبهٔ ۷۰ قرار گرفت. با این حال، گروه تا پایان سال با موفقیت به تور خود ادامه داد. [۴] میکس‌های اصلی کیمسی از «درخشنده‌تر از هزار خورشید» در نهایت در سال ۲۰۰۸ بازسازی شدند و با واکنش بسیار مطلوب‌تری مواجه شدند.
در سال ۱۹۸۷، کلمن و واکر کار روی پروژهٔ جدیدی را آغاز کردند که توسط کلمن و واکر به عنوان یک پروژهٔ استودیویی به بقیهٔ اعضای گروه ارائه شد. ریون در جلسات شرکت کرد اما در نهایت خواست تا نام او از تیتراژ آلبوم حذف شود. فرگوسن در برلین درام را ضبط کرد، اما به گفتهٔ کلمن، به دلیل اینکه قادر به مدیریت زمان‌بندی دقیق نبود، اخراج شد. ریون این نسخه از وقایع را رد کرد و اظهار داشت: «من پل را می‌شناسم و وقتی کاری را انجام می‌دهد آن را به درستی انجام می‌دهد. اگر درست نبود، تا زمانی که می‌شد آنجا می‌ماند.» جیمی کوپلی، نوازندهٔ جلسه‌ای، به همراه جف اسکنتلبری، نوازندهٔ سازهای کوبه‌ای، برای تهیهٔ درام آلبوم آورده شدند. ریون و فرگوسن اندکی بعد از کیلینگ جوک دست کشیدند، و ظاهراً ریون، کلمن و واکر را «یک جفت خودخواه» خطاب کرد. کلمن سپس در مؤسسه کورتولد لندن در مورد روش خود در پشت ترانه‌ها سخنرانی کرد، در حالی که واکر و اسکنتلبری حداقل پشتوانّ موسیقی جماتریا را ارائه کردند. ضبطی از این رویداد با عنوان گفتگوهای کورتولد منتشر شد.
آلبوم حاصل، بیرون دروازه که در ژوئن سال بعد منتشر شد، بحث‌برانگیزترین اثر کیلینگ جوک تا به امروز است که به دلیل سازهای مصنوعی پیچیده و تغییر سبکی آن است. این آلبوم در جدول آلبوم‌های بریتانیا در رتبهٔ ۹۲ قرار گرفت و تنها یک هفته آنجا باقی ماند. هیچ کنسرتی در حمایت از آلبوم پخش نشد و در ایالات متحده منتشر نشد. ویرجین دو ماه بعد گروه را کنار گذاشت، در آن زمان کلمن و واکر درگیر یک نبرد حقوقی طولانی شده بودند تا خود را از قرارداد خود با EG خارج کنند.

### ترکیب اصلاح شده (۱۹۹۱–۱۹۸۹)
در اواخر سال ۱۹۸۸، کلمن و واکر گروه را احیا و شروع به جستجوی نوازندگان بیس و درامرهای تمام وقت کردند. اولین درامر مارتین اتکینز بود که در Public Image Ltd شهرت پیدا کرده بود. جستجوی یک نوازندهٔ بیس مناسب، دشوارتر بود. اندی رورک عضو سابق گروه اسمیتز استخدام شد، سپس تنها پس از سه روز اخراج شد. در نهایت نظر گروه بر روی نوازندهٔ بیس ولزی، دیو «تایف» بال نشست و اولین کنسرت خود را پس از تقریباً دو سال در دسامبر ۱۹۸۸ اجرا کرد. تور در سراسر بریتانیا، اروپا و ایالات متحده تا اوت ۱۹۸۹ ادامه یافت، زمانی که گروه برای ضبط مطالب جدید در آلمان استراحت کرد و به کلمن فرصت داد تا آهنگ‌هایی از شهر پیروز را با آن دادلی از گروه Art of Noise ضبط کند.
به دلایلی که هنوز مشخص نیست، جلسات آلمانی متوقف شد و تایف نوازندهٔ بیس گروه را ترک کرد. او با عضو سابق، پل ریون جایگزین شد و خط اصلاح شده این بار در لندن دوباره شروع به ضبط کرد. نتیجه هشتمین آلبوم کیلینگ جوک به نام اندام‌ها، کثیفی و احساسات سرکوب شده مختلف بود که در سال ۱۹۹۰ توسط ناشر آلمانی نویز رکوردز منتشر شد. این نشان دهندهٔ بازگشت به صدای سنگین‌تر بود. «پول خدای ما نیست» تک‌آهنگ اصلی بود. گروه در اروپا و آمریکای شمالی تور برگزار کرد تا اینکه در اواسط سال ۱۹۹۱ دوباره به‌طور غیرمنتظره‌ای منحل شد. کلمن به نیوزلند مهاجرت کرد تا در یک جزیرهٔ دورافتادهٔ اقیانوس آرام زندگی کند و کیلینگ جوک وارد یک وقفه شد.
اتکینز با واکر، ریون و نوازندهٔ اجرای زندهٔ کیبورد گروه، جان بچدل، در نقش کوتاه مدت گروه Murder, Inc.‎ ادامه داد و کریس کانلی خوانندهٔ اسکاتلندی را به خدمت گرفت و دوباره با فرگوسن به عنوان درامر دوم متحد شد.

### آلبوم هیاهو و آلبوم دموکراسی (۱۹۹۶–۱۹۹۲)

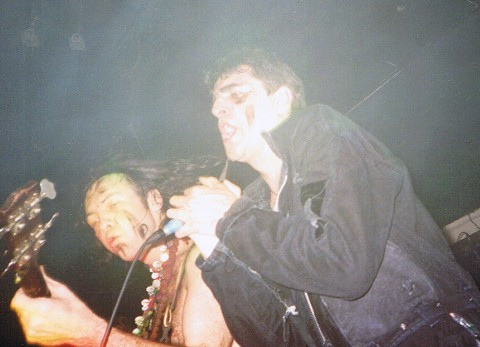
گلوور و کلمن (۱۹۹۴)

گلچین کیلینگ جوک، خنده؟ نزدیک بود یکی بخرم!، در سال ۱۹۹۲ منتشر شد. در طول تولید آن، واکر دوباره با گلوور آشنا شد، که به آنها پیشنهاد کرد که گروه را اصلاح کنند و خودش را به حالت نوازندهٔ بیس بازگرداند. در همان سال، دو تک‌آهنگ (روی نوار کاست و سی‌دی) با آهنگ‌های اولیه «تغییر» و «واردنس» که توسط گلوور که در آن زمان یک تهیه‌کننده موفق بود، ریمیکس شده بود، ظاهر شد. در اواخر سال ۱۹۹۳، واکر، گلوور و کلمن (در کنار درامر جدید جف داگمور) کار بر روی نهمین آلبوم استودیویی کیلینگ جوک را آغاز کردند. بخش‌هایی از آلبوم در داخل اتاق پادشاه هرم بزرگ جیزه ضبط شده است.
آلبوم هیاهو در سال ۱۹۹۴ بر روی ناشر گلوور، Butterfly Recordings منتشر شد که دارای سبک جدید سنگین و متنوعی بود. تام لارکین، از گروه نیوزلندی Shihad، درام‌های اضافی را در آلبوم اجرا کرد. کلمن قبلاً اولین آلبوم Shihad را در سال ۱۹۹۳ تهیه کرده بود، اما روابط بعداً به دلیل اختلاف بر سر دستمزد تهیه‌کنندهٔ کلمن تیره شد. هیاهو همچنین چندین نوازندهٔ مصری را که کلمن قبلاً در آهنگ‌های شهر پیروز با آنها کار کرده بود، از جمله حسام رمزی نوازندهٔ سازهای کوبه‌ای و عبود عبدالعلی، نوازنده ویولن، به نمایش گذاشت و باعث شد تا کیلینگ جوک یک حضور به یاد ماندنی در بهترین‌های پاپ را برای این تک‌آهنگ به ارمغان بیاورد. «هزاره» که یکی از موفقیت‌های برتر بریتانیا در ۴۰ تای برتر بود (خود آلبوم جزء ۲۰ تای برتر قرار گرفت). این آهنگ همچنین به صورت تک‌آهنگ منتشر شد و در بین ۳۰ آهنگ برتر بریتانیا قرار گرفت. خود آلبوم به پرفروش‌ترین اثر کیلینگ جوک تبدیل شد.
در سال ۱۹۹۵، گروه آهنگ «هالیوود بابل» را برای موسیقی متن فیلم دختران شو فیلم پل ورهوفن به همین نام ضبط کرد.
آلبوم بعدی به نام دموکراسی در سال ۱۹۹۶ منتشر شد که توسط گلوور تولید شد. دموکراسی گیتار آکوستیک را به چندین آهنگ معرفی کرد و اشعار صریح‌تری را به نمایش گذاشت. این آهنگ به صورت تک‌آهنگ منتشر شد و در بین ۴۰ آهنگ برتر بریتانیا قرار گرفت. بیشتر هیاهو و همهٔ دموکراسی دارای درام داگمور بودند که در این دوره نیز با گروه به صورت زنده می‌نواخت. نیک هالیول واکر نیز به مدت ۱۱ سال از سال ۱۹۹۴ تا ۲۰۰۵ به گروه کیبورد و برنامه‌نویسی پیوست، به ویژه در دموکراسی و گردآوری ایکس ایکس وی. گلوور در اوایل تور دموکراسی از اجرای زنده انصراف داد و تروی گرگوری که قبلاً از گروه پرانگ بود جایگزین او شد.
پس از تور دموکراسی، گروه طولانی‌ترین وقفهٔ خود را تا به امروز ادامه داد. کلمن و گلوور مجموعه‌ای از آلبوم‌های راک ارکسترال را بر اساس موسیقی هنرمندان راک کلاسیک مانند لد زپلین، پینک فلوید و دورز تولید کردند. کلمن آهنگساز در Residence برای ارکسترهای سمفونیک نیوزلند و چک شد و اولین بازیگری خود را با بازی در نقش اصلی در فیلم سال شیطان (به چکی: Rok ďábla) ساختهٔ پتر زلنکا، فیلمساز چک انجام داد.

### اصلاحات و مرگ پل ریون (۲۰۰۷–۲۰۰۲)
در سال ۲۰۰۲، کلمن، واکر و گلوور دومین آلبوم هم نام گروه خود را با مهمان ویژه دیو گرول در درام ضبط کردند. این اثر که توسط اندی گیل تولید شد و در سال ۲۰۰۳ با استقبال زیادی روبه‌رو شد، به‌عنوان افزوده‌ای قدرتمند به کلاسیک‌های قبلی آن‌ها اعلام شد. در سال ۲۰۰۳، گروه در بزرگ‌ترین فستیوال فضای باز اروپا - ایستگاه ووداستاک در لهستان نوازندگی کرد. جنگ علیه ترور و حمله به عراق به عنوان عوامل اصلی در اصلاح آنها ذکر شد که در محتوای غزلی بیشتر آلبوم بر اساس مضامین جنگ، کنترل دولت و آرماگدون منعکس شد. این آلبوم که از ۴۰ تای برتر بریتانیا فاصله داشت و دو تک‌آهنگ به نام‌های «توپ شل» (یک آهنگ در ۲۵ تای برتر بریتانیایی) و «دیدن قرمز» را تولید کرد. این آهنگ‌ها همگی به کلمن/واکر/گلوور/گیل نسبت داده می‌شوند، اگرچه نام ریون نیز در فهرست نوازندگان در نت‌های لاینر وجود دارد که نشان‌دهندهٔ بازگشت او به گروه پس از بیش از یک دهه است. این آلبوم با تور ایالات متحده، اروپا و استرالیا در سال‌های ۲۰۰۳ تا ۲۰۰۴ همراه بود و تد پارسونز، درامر سابق گروه پرانگ در هیئت همراه بود.
در فوریه ۲۰۰۵، در آن زمان با نوازندهٔ جوان درام، بن کالورت (از گروه‌های Twin Zero, Sack Trick)، کیلینگ جوک دو نمایش متوالی را در شپردز بوش امپایر لندن به مناسبت ۲۵ سالگی آنها اجرا کرد. دی‌وی‌دی و سی‌دی‌های ضبط شده از این کنسرت‌ها در پاییز همان سال با گردآوری ایکس ایکس وی: گروهی که با هم شکار می‌کنند با هم می‌مانند منتشر شد. در ماه ژوئن، نسخه‌های بازسازی شده و توسعه یافتهٔ آلبوم‌های هیاهو و دموکراسی توسط ناشر کوکینگ وانیل منتشر شد. در ماه ژوئیه توسط ریمسترهای چهار آلبوم اولشان (کیلینگ جوک تا Ha!‎) در ناشر ئی‌ام‌آی که تا آن زمان مالک کاتالوگ EG Records بودند، دنبال شدند. دومین دسته از ریمسترهای ئی‌ام‌آی تا ژانویه ۲۰۰۸ ظاهر نشد. در آن سال، رضا اودین در هنگام حمایت از تور بریتانیایی ماتلی کرو با کیبورد به گروه ملحق شد. آنها سپس کار بر روی آلبوم بعدی خود را در پراگ آغاز کردند. سهم کیلینگ جوک در دنیای راک زمانی شناخته شد که به آنها «جایزه یک عمر دستاورد» در جوایز مجلهٔ کرنگ! در سال ۲۰۰۵ اهدا شد. گروه آلبوم جدید را در «جهنم»، فضای تمرین زیرزمین استودیو فاوست رکوردز در پراگ، ضبط کرد و از طریق استفاده از برداشت‌های زنده با حداقل دوبله، سادگی و انرژی خام را انتخاب کرد. نتیجه آلبوم استودیویی حساناز از زیرزمین‌های جهنم بود که در آوریل ۲۰۰۶ منتشر شد و در لیست ۷۵ تای برتر بریتانیا قرار گرفت.
در طی یک تور اروپایی در آوریل ۲۰۰۶، پل ریون به‌طور ناگهانی پس از چند تاریخ تور برای گروه مینستری، آنها را ترک کرد و به‌طور موقت با نیل براون جایگزین شد. در ماه اکتبر، اعلام شد که کلمن به عنوان آهنگساز در اقامتگاه اتحادیه اروپا انتخاب شده است تا برای موقعیت‌های خاص موسیقی بنویسد.
در اوایل سال ۲۰۰۷، کیلینگ جوک سه مجموعهٔ آرشیوی را منتشر کرد. اولین آلبوم، اندام‌های داخلی، یک آلبوم دوگانه از مطالب برگرفته از آماده‌سازی گروه برای آلبوم اندام‌های داخلی بود، شامل تمرین‌ها، میکس‌های کمیاب، آهنگی که قبلاً شنیده نشده بود «متعصب» و یک نمایش زندهٔ کامل از تور اندام‌های داخلی. پس از آن، دو جلد از بایگانی وینیل بوتلگ، هر کدام شامل یک مجموعه جعبهٔ سی‌دی از ضبط‌های زنده بوتلگ بود که در ابتدا بر روی وینیل در دههٔ ۱۹۸۰ منتشر شد، به‌علاوه کنسرت آستوریا از تور هیاهو (که به عنوان یکی از بهترین کنسرت‌های تمام زمان توسط کررنگ! انتخاب شد). آلبوم ۱۹۹۰ اندام‌های داخلی، کثیفی و احساسات مختلف سرکوب شده که مدتها بود چاپ نشده بود، به صورت بازسازی شده مجدداً منتشر شد.
در ۲۰ اکتبر، پل ریون پیش از یک جلسه ضبط در ژنو، سوئیس، بر اثر نارسایی قلبی درگذشت. به افتخار او، کلمن آهنگ «پادشاه ریون» را ساخت که در آلبوم بعدی ظاهر شد. در سال ۲۰۰۸، دومین دسته از آلبوم‌ها، از رقص آتش تا بیرون دروازه، به صورت بازسازی شده با تراک‌های جایزه مجدداً منتشر شد.